# ماوريتسيو جوليانو
ماوريتسيو جوليانو (بالإيطالية: Maurizio Giuliano)‏ هو صحفي إيطالي، ولد في 24 فبراير 1975 في ميلانو في إيطاليا.

## وصلات خارجية
- الموقع الرسمي